# Pistes cyclables de l'île d'Oléron
L’île d’Oléron et le bassin de Marennes, qui constituent ensemble le Pays de Marennes-Oléron, comptent près de 160 km d’itinéraires cyclables. À ce titre, l'île d'Oléron compte à elle seule un réseau de 130 km de pistes cyclables qui se développe en permanence avec de nouveaux aménagements chaque année. Celui-ci s'est constitué à partir de 1995 où les premiers travaux furent engagés par la Communauté de Communes de l'île d'Oléron dans l'objectif de faciliter le déplacement par vélo et aussi  maximiser l'attrait touristique de l'île.

## Réseau cyclable d'Oléron

### Historique
La décision de créer un réseau de pistes cyclables sur l'ensemble du périmètre de l'île d'Oléron prolonge les réflexions initiées par le Conseil Général de Charente-Maritime.
Lancé en 1995, le Plan Vélo 1 est concrétisé dès le premier semestre de l'année 1996, grâce à la volonté des élus oléronais d'aboutir dans cet important projet intercommunal. Les premiers tronçons (un par commune, 12 km au total) sont ouverts à la grande satisfaction des utilisateurs (habitants, estivants et visiteurs de l'île d'Oléron). En 1997, le projet est poursuivi sans temps mort. Les huit communes ont arrêté les tracés prioritaires venant compléter les travaux réalisés, ou s'ajouter aux itinéraires existants. Le Plan Vélo 1 permet ainsi de créer la « dorsale ». Ce projet consiste donc en la création d’une piste cyclable de 53 kilomètres de long, desservant les communes de l’île depuis le Viaduc jusqu’à Chassiron. Ce plan, au complet, est achevé fin 2002 avec un coût de 4,3 millions d'euros.

### Avancement du projet et extensions successives
Dès 2005, le lancement du Plan Vélo 2 engage la connexion de la dorsale aux bourgs, plages, commerces et sites touristiques à travers 73 kilomètres de pistes cyclables supplémentaires, qui sont réparties sur les huit communes de l’île, de façon à former un maillage transversal complémentaire à la dorsale et aux pistes existantes. En 2014, à l'issue du Plan Vélo 2, ce sont 125 km d'itinéraires cyclables qui sont proposés aux usagers.
En 2014, le Plan Vélo 3 est enclenché : il a d'abord pour objectif de compléter le réseau cyclable en répondant aux différents besoins de déplacements. En effet, les pistes existantes sont plutôt dédiées à la découverte et aux loisirs. Les besoins plus utilitaires comme les trajets scolaires, les liaisons inter-pôles pour le travail ou les achats sont moins satisfaits. Ce maillage est programmé avec une attention particulière pour les liaisons urbaines, la sécurité et l'intermodalité.
Le Plan vélo 3 permet ainsi d'agir rapidement selon les priorités fixées, notamment la liaison cyclable Le Château d'Oléron - Boyardville, essentielle pour garantir la continuité des itinéraires sur la côte est. Le Plan vélo 3 est accompagné de deux chartes, des cheminements piétons et équestres, afin de penser globalement les aménagements dédiés aux modes doux.
À l'issue du Plan Vélo 3, il est prévu d'avoir près de 214 km de pistes cyclables visant à faire de l'île d'Oléron une île à la pointe du cyclotourisme et des cheminements doux, contre un développement trop intense des voitures.

### Entretien des pistes
L'entretien des pistes, excepté pour les pistes en forêt domaniale, est réalisé par la Communauté de Communes depuis 2012. Dans une démarche de développement durable et dans le souci de préserver les espaces sensibles traversés par les pistes (marais ostréicoles, forêts, vignes), la Communauté de communes choisit de privilégier une technique de désherbage écologique.
De plus, un programme de réhabilitation des pistes cyclables, allant de la reprise des nids de poules à la réfection totale du revêtement est réalisé chaque année.